# Секретар штату Каліфорнія
Секретар штату Каліфорнія — головний клерк американського штату Каліфорнія, у нього в підпорядкуванні перебуває департамент із приблизно 500 співробітниками. Секретарів штату обирають на чотирирічні терміни, як й інших посадовців штату визначених в Конституції. Одна особа не може бути обрана секретарем більше ніж двічі. Поточним секретарем є Алекс Падія, який вступив на цю посаду 5 січня 2015. Хоч посада Секретаря штату Каліфорнія має назву аналогічну до Державного секретаря США, ці дві посади є зовсім не схожими, і мають зовсім різні обов'язки та повноваження.

## Повноваження

### Вибори
Секретар штату Каліфорнія є головним чиновником щодо виборів (він є аналогом українського Голови Центральної виборчої комісії). У його віданні знаходяться всі федеральні вибори та вибори рівня штату, а також він є відповідальним за ведення бази даних зареєстрованих виборців. Він також слідкує за дотриманням законодавства щодо джерел фінансування виборчих кампаній та фінансової інформації лобістів, а саме Акту про політичні реформи в Каліфорнії 1974 року.

### Корпорації
Офіс секретаря штату Каліфорнія має деякі обов'язки пов'язані із корпораціями. Найбільшим відділом цього офісу є Відділ бізнес-програм, який розглядає корпоративні скарги. Секція бізнес-одиниць обробляє, створює та зберігає записи пов'язані із корпораціями, компаніями із обмеженою відповідальністю, партнерствами та іншими підприємницькими організаціями, які здійснюють або планують здійснювати підприємницьку діяльність в Каліфорнії.

### Реєстри
Офіс секретаря штату Каліфорнія веде деяку кількість реєстрів. До інших обов'язків належить оберігання Архіву штату Каліфорнія. Секретар штату Каліфорнія за посадою входить до Ради повірених Каліфорнійського музею.